# Xenija Vdovinová
Xenija Olegovna Vdovinová, provdaná Xenija Ryžovová (rusky: Ксения Олеговна Вдовина – Ksenija Olegovna Vdovina; * 19. dubna 1987 Lipeck, Lipecká oblast, Sovětský svaz) je ruská atletka, sprinterka, jejíž specializací je běh na 200 a 400 metrů. Největší individuální úspěchy zaznamenala v roce 2007. Na ME do 23 let v Debrecínu postoupila do semifinále běhu na 200 metrů a stejného výkonu dosáhla také na světové letní univerziádě v Bangkoku.

## Sportovní kariéra

### 2006 – 2009
Na juniorském mistrovství světa v Pekingu v roce 2006 skončila v prvním semifinálovém běhu na 7. místě a do finále závodu na 200 metrů nepostoupila. V roce 2007 uspěla na evropském šampionátu do 23 let v Debrecínu, kde vybojovala zlatou medaili ve štafetě na 4 × 100 m. V závodě na 200 metrů skončila v semifinále. V témže roce reprezentovala také na světové letní univerziádě v Bangkoku, kde však cenný kov nezískala (200 m – 12. místo, štafeta 4 × 100 m – 4. místo).
V roce 2009 se podruhé účastnila Mistrovství Evropy do 23 let. Na Stadionu sv. Dariuse a Girenase v litevském Kaunasu vybojovala společně s Annou Sedovovou, Xenijí Zadorinovou a Xenijí Ustalovovou zlato ve štafetovém běhu na 4 × 400 metrů.

### 2010 – 2013
V roce 2010 vybojovala na halovém MS v katarském Dauhá stříbrnou medaili ve štafetě na 4 × 400 metrů. Rusky, za které dále startovaly Světlana Pospelovová, Natalja Nazarovová a Taťjana Firovová závod dokončily v čase 3:27,44. Na vítězné Američanky v cíli ztratily 10 setin. Na evropském halovém šampionátu v Paříži v roce 2011 se stala halovou mistryní Evropy v běhu na 4 × 400 metrů. Na zlatu se dále podílela Xenija Zadorinová, Jelena Migunovová a jako finišmanka Olesja Forševová. Na MS v atletice 2011 v jihokorejském Tegu pomohla Ruskám do finále čtvrtkařské štafety. Ve finále, v němž Rusky vybojovaly bronzové medaile však nestartovala. Rusky běžely ve složení Antonina Krivošapková, Natalja Anťuchová, Ludmila Litvinovová a finišmankou byla Anastasija Kapačinská. Rychlejší byly pouze Jamajčanky (stříbro) a Američanky (zlato).

### Osobní rekordy
- 400 m (hala) – 51,81 s – 17. února 2011, Moskva
- 400 m (dráha) – 50,43 s – 4. července 2012, Čeboksary